# Maksimal iltoptagelse
Maksimal iltoptagelse (også betegnet som Kondital) er en betegnelse for kroppens evne til at optage ilt fra den omgivne atmosfære, fragte det ud til kroppens celler, og optage og bruge det i cellerne . Maksimal iltoptagelse har forkortelsen VO2max, V = volumen, O2 = oxygen, og max = maksimum. Den maksimale iltoptagelse sætter en øvre grænse for aerob energiomsætning og spiller derfor en central rolle for præstationen i udholdenhedsidrætter. Enheden er ml O2/kg kropsmasse/min. 

## Fickudregningen
VO2 max bliver ordentligt defineret af Fickudregningen:
{\displaystyle \mathrm {VO_{2}\;max} =Q\times \ (\mathrm {C_{a}O_{2}} -\mathrm {C_{v}O_{2}} )}, hvor værdierne måles under fysisk anstrengelse ved maksimal kraft.
Hvor Q er hjertets minutvolumen, CaO2 er det arterielle iltindhold, og CvO2 er det venøse iltindhold.
(CaO2 – CvO2) kendes også som arterio-venøs iltdifference.

## Kondital
Det er et numerisk mål for, hvor god kroppen er til at optage ilt under fysisk belastning. Jo større tal, desto mere effektiv er man til at flytte sin krop. Benævnelsen for konditallet er ml pr. kg pr. minut, men konditallet benævnes som oftest blot med et tal. Konditallet beskriver, sagt på en anden måde, kroppens evne til at flytte rundt på egen kropsvægt.
Hvis to personer har den samme maksimale iltoptagelse, så vil det give to forskellige kondital. En iltoptagelse på fx fire liter ilt pr. minut vil for en personvægt på 80 kg give et kondital på 50, mens en personvægt på 100 kg giver kondital 40. Det ses af dette eksempel, at vægten har en betydende indvirkning på konditallet. 
Konditallet strækker sig fra omkring 20 (utrænede personer) til op over 90 (eliteudøvere). Værdier over 90 kan man for eksempel måle hos norske langrends skiløbere.
Med alderen mister kroppen evnen til effektivt at optage ilt, hvorved konditallet vil falde – også selv om træningen er uændret gennem årene.
Den præcise måling af kondital foretages på special-indrettede laboratorier, men et tilnærmet kondital kan findes ved en gennemførsel af forskelligartede tests, hvor resultatet sammenlignes med tabeldata fra mange tidligere opnåede resultater og ved hjælp af tilnærmede formler. Et eksempel på en sådan test er den meget brugte og veldokumenterede Coopertest. 